# Patrick Funk
Patrick Christian Funk (Aalen, 1990. február 11. –) német korosztályos válogatott labdarúgó, aki jelenleg a TSV Essingen játékosa.